# Juminda
Halvøen Juminda (et: Juminda poolsaar) ligger i det nordlige Estland ved Østersøen. Juminda er den største halvø i Nordestland. Halvøen skiller Kolga bugten i vest fra Hara bugten i øst. Ved spidsen af halvøen, Kap Kuminda, ligger et 25 m højt fyrtårn, som blev bygget i 1936.

## Geografi og historie
Halvøen Juminda er 13 km lang og 6 km bred på det bredeste sted. Det højeste sted er 33 meter over havoverfladen og er meget stenet. På halvøen ligger den tredjestørste vandreblok i Estland, den 7 meter høje og 32 meter i omkreds store majakivi.
Halvøen er forvaltningsmæssigt en del af kommunen Kuusalu i Harjumaa amt. På halvøen ligger landsbyerne Kolga-Aabla (123 indbyggere), Kiiu-Aabla (42 indbyggere), Leesi (44 indbyggere), Tammistu (5 indbyggere), Tapurla (30 indbyggere), Virve (20 indbyggere), Hara (90 indbyggere) og Juminda (35 indbyggere). Landsbyen Juminda blev første gang omtalt i 1290 som Jumintake. I middelalderen boede der fortrinsvis estlands-svenske fiskere.
Under den sovjetiske besættelse af Estland byggede den sovjetiske flåde en ubådsbase ved landsbyen Hara på østkysten af halvøen.

## 2. verdenskrig
I august 1941 blev et stort antal mennesker evakueret fra byen Tallinn ad søvejen til Leningrad. Den tyske og finske marine havde udlagt miner ved Juminda, og mindst 52 sovjetiske skibe blev sænket. Herved blev op imod 25.000 dræbt. I 1971 og 2001 blev der indviet to mindesmærker, som giver erindring om denne hændelse.

## Eksterne links
- Udførlig beskrivelse  Arkiveret 27. november 2014 hos  Wayback Machine (på estisk)
- Fyrtårnet på Juminda

59°38′N 25°30′Ø / 59.633°N 25.500°Ø